# 怀忠 (明朝宦官)
怀忠（1398年—1463年），字秉直，明英宗时期的司礼监太监。

## 生平
洪武三十一年（1398年），出生。
永乐年间，入侍宫廷。
宣德年间，命从翰林讲习。
正统十四年（1449年），为山西镇守太监。
天顺元年（1457年），升司礼监左少监、太监。
天顺三年（1459年），为南京守备太监。
天顺七年（1463年），去世。